# Tylodina americana
Tylodina americana är en snäckart som beskrevs av Dall 1890. Tylodina americana ingår i släktet Tylodina och familjen Tylodinidae. Inga underarter finns listade i Catalogue of Life.